# جورج میچل (ورزشکار)
جورج میچل (انگلیسی: George Frederick Mitchell؛ ۲۳ آوریل ۱۹۰۱ – ۳ نوامبر ۱۹۸۸) بازیکن واترپلو اهل ایالات متحده آمریکا بود.  
وی در مسابقات کشوری و بین‌المللی در مجموع برندهٔ ۱ مدال برنز شده‌است.

از فیلم‌ها یا برنامه‌های تلویزیونی که وی در آن نقش داشته‌است می‌توان به جاذبه آندرومدا اشاره کرد.